# 于革
革（?—?），字去非，号竹國。宋朝政治人物，豐城（今屬江西）人。
高祖于元素通判吉州，遂舉家遷丰城。 淳熙八年（1181年）进士及第，授武陵縣尉，知房州，曾擔任吴猎幕僚。与盛温如、刘充合称丰城三杰。